# Patrera puta
Patrera puta là một loài nhện trong họ Anyphaenidae.
Loài này thuộc chi Patrera. Patrera puta được Octavius Pickard-Cambridge miêu tả năm 1896.